# Momona (Nouvelle-Zélande)
Momona est une petite ville de l’île du Sud de la Nouvelle-Zélande.
Momona est la localisation de l’aéroport de Dunedin International Airport.